# 生活協同組合さいたまコープ
生活協同組合さいたまコープ（せいかつきょうどうくみあいさいたまコープ）は、かつて埼玉県に本部をおいていた生活協同組合。
コープネット事業連合に加盟。組合員数90万385人、出資金総額247億5,408万円（2013年3月現在）。
2013年（平成25年）3月21日、生活協同組合コープとうきょう・生活協同組合ちばコープと事業統合。新組合「生活協同組合コープみらい」が発足（存続法人はさいたまコープ）

## 沿革
- 1947年（昭和22年） - 高階村消費者生活協同組合設立[1]。
- 1949年（昭和24年）6月 - 高階村消費者生活協同組合認可[1]。
- 1965年（昭和40年）12月 - 所沢生活協同組合設立[1]。
- 1966年（昭和41年）3月 -  所沢生活協同組合認可[1]。
- 1970年（昭和45年）12月 - 高階生協と所沢生協が合併、埼玉中央市民生活協同組合設立
- 1971年（昭和46年）
  - 4月 - 埼玉中央市民生活協同組合認可[1]。
  - 5月 - 埼玉南部市民生活協同組合設立[1]。
  - 11月 - 埼玉南部市民生活協同組合認可[1]。
- 1972年（昭和47年） - 埼玉北部市民生活協同組合設立、埼玉県生活協同組合連合会設立
- 1979年（昭和54年） - 埼玉中央市民生活協同組合と埼玉南部市民生活協同組合が合併、埼玉中央市民生活協同組合に
- 1982年（昭和57年） - 埼玉市民生活協同組合と埼玉中央市民生活協同組合が合併し、市民生協さいたま生活協同組合に
- 1990年（平成2年） - 県農協中央会・県経済連・さいたまコープの4者で「埼玉県協同組合間提携に関する基本協定」締結
正式名称を「生活協同組合さいたまコープ」に
- 1991年（平成3年）
  - 3月11日 - 「コープサービス」設立[5]。
  - 3月29日 - 「コープ開発」設立[5]。
- 1996年（平成8年） - 埼玉北部市民生協とさいたまコープが合併
- 2002年（平成14年）8月 - コープぐんまとPC・日配センターの共同化を開始[5]。
- 2005年（平成17年）
  - 8月 - POS・業務システム・MDを完全統合[5]。
  - 9月 - 子会社「コープ開発（現・協同開発）」をコープネットの子会社化[5]。
- 2006年（平成18年）
  - 6月 - 商品案内本誌の名称をコープネットの「ハピ・デリ！」に統一[5]。
  - 12月 - コープとうきょうの労働組合と合併し、コープネット労働組合を設立[5]。
- 2007年（平成19年）
  - 1月 - シンボルマークをコープネットのグリーンバルーンに統一[5]。
- 2010年（平成22年）
  - 4月1日 - 武蔵浦和店で「ネットスーパー」の試験運用を開始[6]。
  - 7月1日 - 大宮中川店で家庭から出る使用済み天ぷら油の回収を開始[7]。
- 2011年（平成23年）
  - 1月10日 - 宅配商品の受け取り場所「原市団地ステーション」を開設[8]。
  - 10月 - さいたまコープで「夕食宅配」事業を開始[5]。
- 2012年（平成24年）2月 - 二ッ宮店が小売店初エコマークの認証を取得[9]。

## 店舗一覧
- 50店舗（コープ店舗24、ミニコープ店舗26）

## 過去に存在した店舗
- 旧・二ツ宮店 - 440坪の新店として増床移転し[10]、2011年（平成23年）4月26日に新・二ツ宮店を開店[11]。